# Marathon van Belgrado 2005
De marathon van Belgrado 2005 vond plaats op 23 april 2005 in Belgrado. Het was de achttiende editie van de marathon van Belgrado.

## Uitslagen

### Mannen
| rang   | naam                   | land | tijd    |
| ------ | ---------------------- | ---- | ------- |
| Goud   | Derba Bedade Medeksa   | ETH  | 2:12.10 |
| Zilver | David Chepkwony        | KEN  | 2:12.29 |
| Brons  | Collins Edep           | KEN  | 2:13.02 |
| 4      | Kilonzo Onesmus Nzioka | KEN  | 2:14.01 |
| 5      | Kipyego Isaac Kiprono  | KEN  | 2:14.08 |
| 6      | Josephat Yego          | ETH  | 2:16.08 |
| 7      | Adugna Tola            | ETH  | 2:16.08 |
| 8      | Thomas Ngulu           | TAN  | 2:17.42 |
| 9      | Francis Kiptoo         | KEN  | 2:17.54 |
| 10     | Gregory Mwolo          | KEN  | 2:17.58 |

### Vrouwen
| rang   | naam                     | land | tijd    |
| ------ | ------------------------ | ---- | ------- |
| Goud   | Inga Abitova             | RUS  | 2:38.19 |
| Zilver | Victoria Zoueva          | RUS  | 2:38.40 |
| Brons  | Shiferaw Tiringo Kentago | ETH  | 2:39.47 |
| 4      | Tatjana Perepelkina      | RUS  | 2:42.12 |
| 5      | Marijana Lukic           | SCG  | 2:42.45 |
| 6      | Zhanna Malkova           | RUS  | 2:44.45 |
| 7      | Venera Sarmosova         | RUS  | 2:58.01 |
| 8      | Stojanka Sokol           | SCG  | 3:25.53 |
| 9      | Malina Marinova          | BUL  | 3:31.10 |
| 10     | Vilma Bresan             | SCG  | 3:33.43 |

1989 ·
1990 ·
1991 ·
1992 ·
1993 ·
1994 ·
1995 ·
1996 ·
1997 ·
1998 ··
1999 ·
2000 ·
2001 ·
2002 ·
2003 ·
2004 ·
2005 ·
2006 ·
2007 ·
2008 ·
2009 ·
2010 ·
2011 · 
2012 ·
2013 ·
2014 ·
2015 ·
2016 ·
2017 ·
2018 ·
2019 ·
2020